# Arianna Fernández
Arianna Fernández Coronado (Lima, 26 de enero de 2004), conocida también por su nombre artístico Arianna, es una actriz y cantante peruana. Alcanzó la popularidad por su trayectoria musical e interpretar el personaje de Julietta Rossi en la telenovela Maricucha.

## Biografía

### Primeros años
Nació el 26 de enero de 2004 en Lima, bajo el nombre completo de Arianna Fernández Coronado. Proveniente de una familia centrada en la música, es la hija del compositor y músico peruano Juan Carlos Fernández, tecladista de la banda de rock-pop Rio, y de Fabiola Coronado. Desde temprana edad con el apoyo de su padre, comenzó a recibir talleres de teatro musical en Preludio Asociación Cultural, a cargo de la dirección de Denisse Dibós, mientras estaba cursando el colegio.

### Inicios
No fue hasta el año 2018 cuando comienza su carrera artística de manera oficial a la edad de catorce años, interpretando su primer tema musical «El deseo que pedí» para la serie De vuelta al barrio y bajo la composición de su progenitor Juan Carlos Fernández. Seguidamente, tuvo una breve participación en la telenovela Ojitos hechiceros como Karina. Al año siguiente, Fernández se incluyó el reparto principal de la otra ficción Señores papis interpretando a Natalia Pereyra, la hija mayor de uno de los protagonistas.
Además, interpreta la versión de «Fantasy» de la banda rockera Autocontrol, la cual fue el tema principal del comercial «Beto y Elena» de la televisora local América Televisión.

### Trayectoria
Fernández colabora con la banda sonora de la teleserie Chapa tu combi en 2019 y lanza el tema «Pensando en ti», escrito por su padre Juan Carlos y el también cantante Deyvis Orosco.
En el año 2020, renombra su nombre artístico a Arianna y lanza su cuarto sencillo «Mil abrazos». Además, interpretó el tema musical «Vengo», la cual ingresó a la banda sonora de la telenovela peruana Mi vida sin ti y recibió la colaboración del cantante Fabrizio Solari elaborando el proyecto a dueto «Sin palabras». A la par, protagonizó la obra de teatro Sueño lúcido en el papel de Sofía y compartió el rol al lado de la modelo peruana Pía Requejo.
Fernández participó en la serie web peruana Atrapados: Divorcio en cuarentena en el papel de Julietta y posteriormente forma con Brando Gallesi, Mariagracia Mora y Ray del Castillo el grupo musical Canella en 2021, realizando versiones de algunos temas de la música criolla. Tiempo después, asume el coprotagónico de la trama cómica Maricucha en 2022 con su personaje de Julietta Rossi, la hija del antagonista Raymundo Rossi, personaje interpretado por el actor Paul Martin. Seguidamente, protagonizó la serie juvenil Mi hermana y sus libros para Canal IPe como Laura.
Tras el final de Maricucha, en mayo de 2023 Fernández fue anunciada como parte del elenco de la película musical Locos de amor: Mi primer amor en el rol de Milagritos y fue estrenada en 2025. Además, asumió el rol principal del musical Chaplin como Hedda Hopper y colaboró con la banda sonora de la teleserie Al fondo hay sitio, lanzando el tema «No soporto» ese año.[cita requerida]
En 2025, se estrenará la película No te mueras por mí, donde interpretaría a Alexia, la hermana menor de la protagonista.
En ese año, participó como antagonista principal de la telenovela La rosa de Guadalupe Perú, interpretando a Lorena Sánchez, una estudiante de secundaria, quién trabaja ocultamente en el proxenetismo, engañando a una de sus compañeras de clase con el cuento de querer formar parte de su grupo de amigas y luego hacerla trabajar en la prostitución, para que obtenga una vida de lujos sin medir las consecuencias de sus actos. El capítulo de la trama fue grabado en el año 2022.
Fernández se incluye dentro del reparto central de la adaptación peruana de la obra musical Querido Evan Hansen durante las temporadas 2024-2025, bajo el papel de Zoe Murphy y contó con la participación de Roberto Ángeles como director general.

## Filmografía

### Televisión
| Año       | Título                            | Rol                     | Notas                                                                        | Emisión            | Ref.             |
| --------- | --------------------------------- | ----------------------- | ---------------------------------------------------------------------------- | ------------------ | ---------------- |
| 2019      | Ojitos hechiceros                 | Karina                  | Rol secundario                                                               | América Televisión | [ 19 ]           |
| 2019      | Señores papis                     | Natalia Pereyra Ramírez | Rol principal                                                                | América Televisión | [ 3 ]            |
| 2020-2021 | Mi hermana y sus libros           | Laura                   | Rol protagónico                                                              | Canal IPe          | [ 13 ] [ 20 ]    |
| 2020      | La rosa de Guadalupe Perú         | Lili                    | Episodio: «El inquilino», rol principal                                      | América Televisión |                  |
| 2020      | La rosa de Guadalupe Perú         | Sofía                   | Episodio: «Detrás de una sonrisa», rol central                               | América Televisión |                  |
| 2025      | La rosa de Guadalupe Perú         | Lorena Sánchez          | Episodio: «Otra ventana», rol antagónico protagónico                         | América Televisión | [ 17 ]           |
| 2021      | Atrapados: Divorcio en cuarentena | Julieta                 | Rol principal                                                                | YouTube            | [cita requerida] |
| 2022-2023 | Maricucha                         | Julietta Rossi / «Juli» | Rol coprotagónico                                                            | América Televisión | [ 12 ] [ 21 ]    |
| 2024      | Súper Ada                         | Jessica «Jessy» Morales | Rol antagónico reformado                                                     | América Televisión | [cita requerida] |
| 2024      | El gran chef famosos              | Ella misma              | Participante de la octava temporada                                          | Latina Televisión  | [cita requerida] |
| 2025      | El gran chef famosos              | Ella misma              | Participante de refuerzo y parte del elenco de Locos de amor: Mi primer amor | Latina Televisión  | [ 22 ]           |

### Teatro
| Año       | Título                               | Rol                     | Notas              | Ref.             |
| --------- | ------------------------------------ | ----------------------- | ------------------ | ---------------- |
| 2020      | Sueño lúcido                         | Sofía                   | Rol protagónico    | [ 9 ]            |
| 2021      | Ángeles, un corto musical de Navidad | Arcángel                | Rol protagónico    | [cita requerida] |
| 2021      | Big Fish                             |                         | Rol coprotagónico  | [cita requerida] |
| 2021      | Mr. Saigon, el musical               | Kim                     | Rol protagónico    | [cita requerida] |
| 2022      | No estás solo, el concierto          | Ella misma              | Intérprete musical | [ 23 ]           |
| 2022      | Chaplin, el musical                  | Hedda Hopper            | Rol principal      | [ 15 ]           |
| 2024      | El principito, el musical            | La flor / La empresaria | Rol principal      | [cita requerida] |
| 2024-2025 | Querido Evan Hansen                  | Zoe Murphy              | Rol central        | [ 18 ]           |

### Cine
| Año  | Título                        | Rol        | Notas           | Ref.   |
| ---- | ----------------------------- | ---------- | --------------- | ------ |
| 2025 | No te mueras por mí           | Alexia     | Rol principal   | [ 24 ] |
| 2025 | Locos de amor: Mi primer amor | Milagritos | Rol protagónico | [ 14 ] |

## Discografía

### Álbumes
- 2020: «Arianna»
- 2020: «Vengo»
- 2020: «Nada»

### Canciones
- «Fantasy» (Cover y tema principal del comercial Beto y Elena)[25]
- «Vengo»
- «Mil abrazos»[6]
- «Nada»
- «Sin palabras» (ft. Fabrizio Solari)[7]
- «Tu nombre»
- «Yo soy tu princesa» (Cover de Río)
- «Pensando en ti»
- «Todo es tan distinto» (ft. Pascal Marchand) (Tema principal de July Flores y Cristóbal Montalbán, en Al fondo hay sitio)
- El deseo que pedí»
- «No soporto» (Tema principal de Alessia Montalbán, en Al fondo hay sitio)
- «Ven» (Tema principal de Jimmy y Dolores, en Al fondo hay sitio)
- «Dos Corazones» (Tema principal de Leslie, en Perdóname)